# Quiina
Quiina là một chi thực vật có hoa trong họ Ochnaceae.

## Loài
Chi Quiina gồm các loài: